# Criptoanarquisme
El criptoanarquisme o ciberanarquisme és una ideologia política centrada en la protecció de la privadesa, la llibertat política i la llibertat econòmica, els seguidors de la qual utilitzen programari criptogràfic per a la confidencialitat i la seguretat mentre envien i reben informació a través de xarxes informàtiques. En el seu "Crypto Anarchist Manifesto" de 1988, Timothy C. May va introduir els principis bàsics del criptoanarquisme, els intercanvis xifrats que garanteixen l'anonimat total, la llibertat total d'expressió i la llibertat total de comerç.

## Terminologia
"Crypto-" prové del grec antic κρυπτός kruptós, que significa "amagat" o "secret".

## Motivacions
Un dels motius dels criptoanarquistes és defensar-se de la vigilància de la comunicació de les xarxes informàtiques. Els criptoanarquistes intenten protegir-se de la vigilància massiva del govern, com ara PRISM, ECHELON, Tempora, la retenció de dades de telecomunicacions, la controvèrsia de la vigilància sense mandat de la NSA, la sala 641A, la FRA, etc. Els criptoanarquistes consideren que el desenvolupament i l'ús de la criptografia és la principal defensa contra aquests problemes.

## Comerç anònim
Bitcoin és una moneda generada i assegurada per dispositius en xarxa peer-to-peer que mantenen un registre comunitari de totes les transaccions dins del sistema que es poden utilitzar en un context criptoanàrquic. Adrian Chen, escrivint per The New York Times, diu que la idea darrere del bitcoin es pot rastrejar fins al Manifest Crypto Anarquista. Silk Road va ser un exemple de mercat il·legal de drogues en què el bitcoin era l'única moneda acceptada.
Assassination Market seria un mercat basat en Tor operat per un cripto-anarquista que es descriu a si mateix amb el pseudònim Kuwabatake Sanjuro.
A The Cyphernomicon, Timothy C. May suggereix que el criptoanarquisme era una mena de forma d'anarcocapitalisme:
| « | (anglès) What emerges from this is unclear, but I think it will be a form of anarcho-capitalist market system I call "crypto-anarchy." | (català) El que es desprèn d'això no està clar, però crec que serà una forma de sistema de mercat anarcocapitalista que anomeno "criptoanarquia". | » |
| — | | |   |

Una altra cita del cyphernomicon defineix el criptoanarquisme. Sota el títol "What is Crypto Anarchy?, May escriu:
| « | (anglès) Some of us believe various forms of strong cryptography will cause the power of the state to decline, perhaps even collapse fairly abruptly. We believe the expansion into cyberspace, with secure communications, digital money, anonymity and pseudonymity, and other crypto-mediated interactions, will profoundly change the nature of economies and social interactions. Governments will have a hard time collecting taxes, regulating the behavior of individuals and corporations (small ones at least), and generally coercing folks when it can't even tell what continent folks are on!" | (català) Alguns de nosaltres creiem que diverses formes de criptografia forta provocaran que el poder de l'estat disminueixi, potser fins i tot es col·lapsi de manera força brusca. Creiem que l'expansió al ciberespai, amb comunicacions segures, diners digitals, anonimat i pseudònim, i altres interaccions criptomediades, canviarà profundament la naturalesa de les economies i de les interaccions socials. Els governs tindran dificultats per recaptar impostos, per regular el comportament dels individus i les corporacions (si més no les petites) i, en general, per coaccionar la gent quan ni tan sols poden saber en quin "continent" es troba la gent! | » |
| — | | |   |